# Bemanonga
Bemanonga est une commune urbaine malgache située dans la partie ouest de la région du Menabe.
Elle fait partie du District de Morondava.
La Réserve spéciale d'Andranomena est situé sur le territoire de la commune.